# Pentecoste
Pentecoste è la festa cristiana che celebra l'effusione dello Spirito Santo Dio, dono di Gesù, che segna la nascita della Chiesa. Cade nel cinquantesimo giorno a partire dal giorno di Pasqua compreso (da cui il nome), di domenica, vale a dire alla fine della settima settimana dopo quella pasquale, ed è quindi una festa mobile, dipendente dalla data della Pasqua. Festeggia soprattutto l'inizio del raccolto, poi come secondo significato si festeggia il dono della legge. Pentecoste è inoltre l'antico nome greco della festività ebraica di Shavuot, che rappresenta una festa di ringraziamento.

## La Pentecoste nell'ebraismo
Nell'ebraismo lo Shavuot, o festa delle settimane, detta in greco antico Πεντηκοστή (Pentecoste), è una delle tre festività, dette Shalosh regalim (tre pellegrinaggi), denotanti feste di pellegrinaggio - a Gerusalemme.
Viene celebrata sette settimane dopo la Pasqua ebraica, cominciando a contare dal secondo giorno di Pasqua, il 16 di Nisan. Celebra la rivelazione di Dio sul Monte Sinai, dove ha donato al popolo ebraico la Torah. È legata alle primizie del raccolto. Le sette settimane corrispondono al periodo dell'Omer, un periodo di lutto in memoria di disgrazie accadute al popolo di Israele che termina con la festa di Lag Ba Omer, e Shavuot vuole essere una festa gioiosa per il dono della Torah.

## La lettura cristiana dell'Antico Testamento

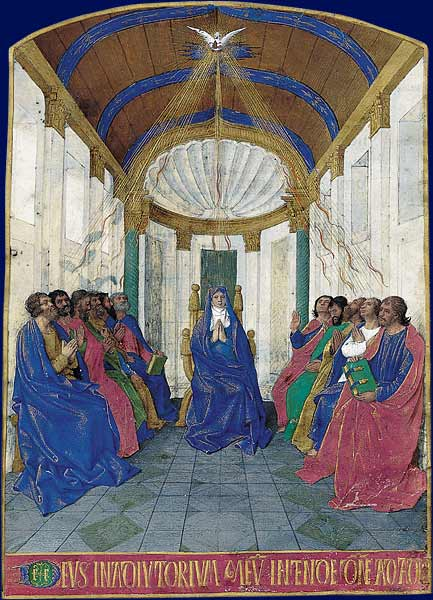
La Pentecoste, Libro d'Ore di Étienne Chevalier, miniato da Jean Fouquet, Museo Condé, Chantilly.

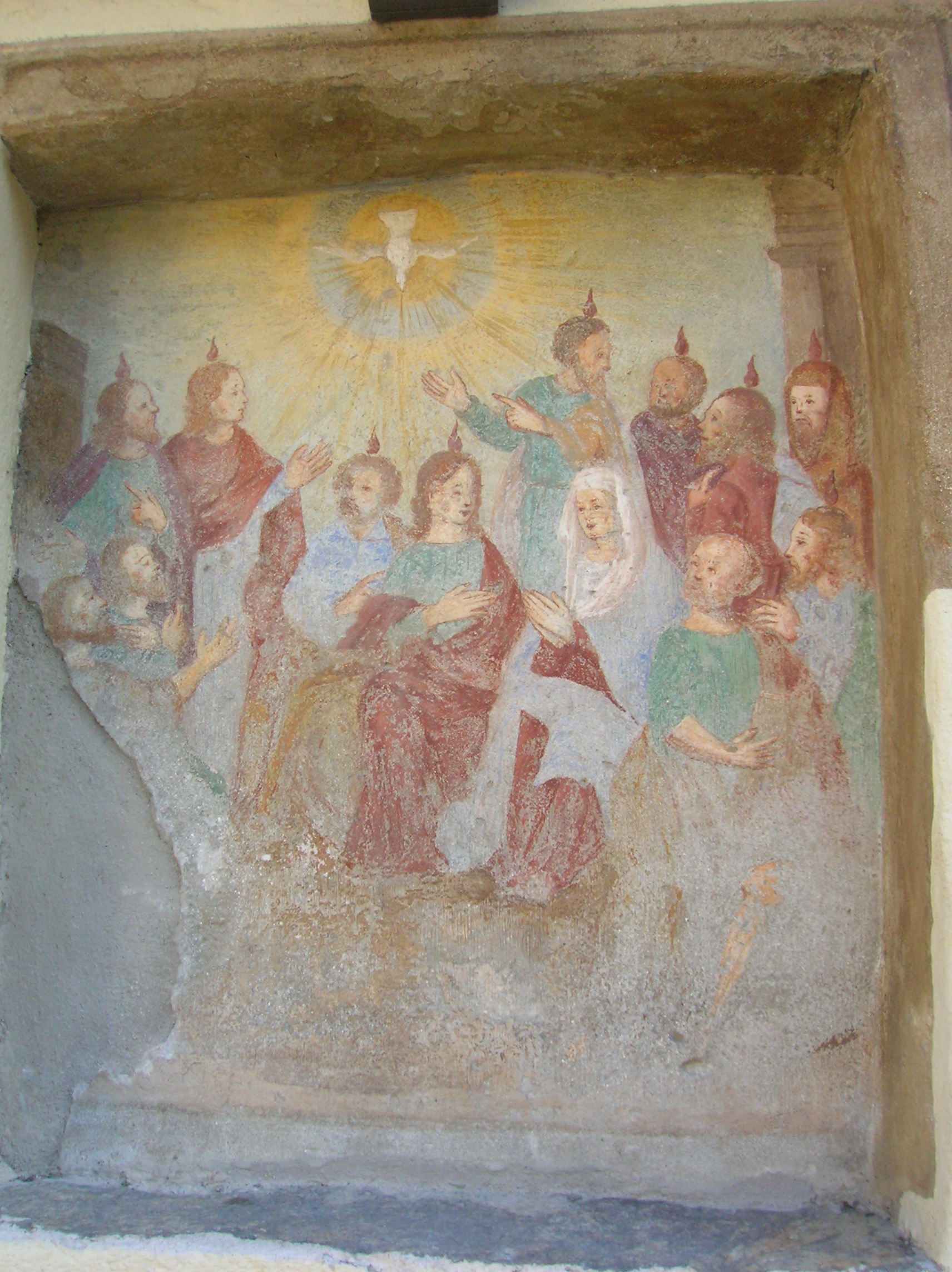
Affresco devozionale su muro esterno, raffigurante il miracolo della Pentecoste a Donnas (Valle d'Aosta).

Ebrei e cristiani, pur considerando sacri gli stessi libri (rispettivamente Tanakh e l'Antico Testamento), nel corso della storia si sono allontanati reciprocamente nella lettura che ne hanno fatto. Gli studiosi cristiani rileggono nella maniera seguente la festa di Pentecoste dell'Antico Testamento.

### L'uso del terminePentecoste
Il termine Pentecoste, utilizzato dagli ebrei di lingua greca, si riferisce alla festa, conosciuta nell'Antico Testamento come "festa della mietitura e delle primizie" (Es 23,16), "festa delle settimane" (Es 34,22; Dt 16,10; 2 Cr 8,13), "giorno delle primizie" (Nm 28,26), e definita più tardi ’asereth o ’asartha, cioè "assemblea solenne" e, probabilmente, "festa conclusiva": Pentecoste è la festa per l'inizio del raccolto.

### Il giorno della celebrazione
Pentecoste cade il cinquantesimo giorno dal "giorno dopo il sabato" di Pasqua, secondo quanto dice Lv 23,11. L'interpretazione di questo passo fu prontamente discussa e, al tempo di Gesù, esistevano due pareri riguardo al giorno in cui doveva cadere la festa.
- La maggior parte dei dottori (e gran parte della popolazione) sosteneva, citando Lv 23,7[8], che il sabato a cui ci si riferisce nel versetto 11 fosse il primo giorno degli Azzimi, il 15 di Nisan.
- I sadducei, e più tardi anche i caraiti, ritenevano che s'intendesse il sabato che cadeva durante i sette giorni degli Azzimi[9].

### L'aspetto agricolo
Come l'offerta di un covone d'orzo segnava l'inizio della stagione del raccolto, così l'offerta di un pane prodotto con il grano nuovo ne segnava il termine. Questo non significa che Pentecoste, originariamente, fosse una semplice festa agricola; ma dimostra che la legge mosaica si rivolgeva a una popolazione agricola, adattandosi perfettamente ai suoi particolari bisogni e abitudini.

### La celebrazione del dono della legge
Dal termine dei tempi biblici, un significato completamente nuovo, mai apparso nelle Scritture, venne attribuito dagli ebrei a questa festa: Pentecoste commemorava il dono della Legge sul monte Sinai, come raccontato da Es 19,1, sostituendo la festività che ricordava il cinquantesimo giorno dell'uscita dall'Egitto.
Questa attribuzione, attestata da diversi Padri della Chiesa, è giunta fino ad alcuni moderni libri liturgici ebraici, dove la festività è descritta come "il giorno del dono della Legge" (Maimonide More Neb., iii, 41).
Seguendo questa interpretazione, gli ebrei moderni passano la vigilia della festa leggendo la Legge o altre Scritture appropriate. Nella diaspora la festa dura due giorni, un'eredità questa dovuta alla difficoltà con cui gli ebrei della diaspora riuscivano ad accertare esattamente in che giorno il mese cominciava in Erez Israel (Talmud, Trattato Pesach, lii,1; Rosh haShana, v,1).
Durante il giorno di Pentecoste non era permesso il lavoro servile (Lv 23,21).

### I sacrifici
L'offerta sacrificale consisteva in due forme di pane lievitato fatto con due decimi di efa, oppure farina prodotta con il grano nuovo (Lv 23,17; Es 24,22). Il pane lievitato non poteva essere posto sopra l'altare (Lv 2,11) ed era solamente presentato (alla lettera "sollevato"); una forma di pane veniva data al Sommo sacerdote, l'altra veniva divisa tra i sacerdoti, che ne mangiavano dentro ai recinti sacri.
Venivano offerti anche due agnelli dell'anno, come sacrificio di pace, e un capro per l'espiazione dei peccati, insieme con l'olocausto di sette agnelli senza difetto, un vitello e due arieti (Lv 23,18-19). Il numero delle vittime offerte in olocausto durante la festa è diverso da quello citato in Nm 28,26-31. Gli ebrei moderni considerano i due regolamenti come supplementari.

### L'aspetto sociale
La festa era un'occasione per gioiose riunioni sociali (Dt 16,1), e possiamo dedurre dal Nuovo Testamento che, come per la Pasqua, un gran numero di ebrei provenienti da tutte le parti del mondo raggiungevano Gerusalemme per parteciparvi (At 2,5-11).

## La Pentecoste nella cristianità

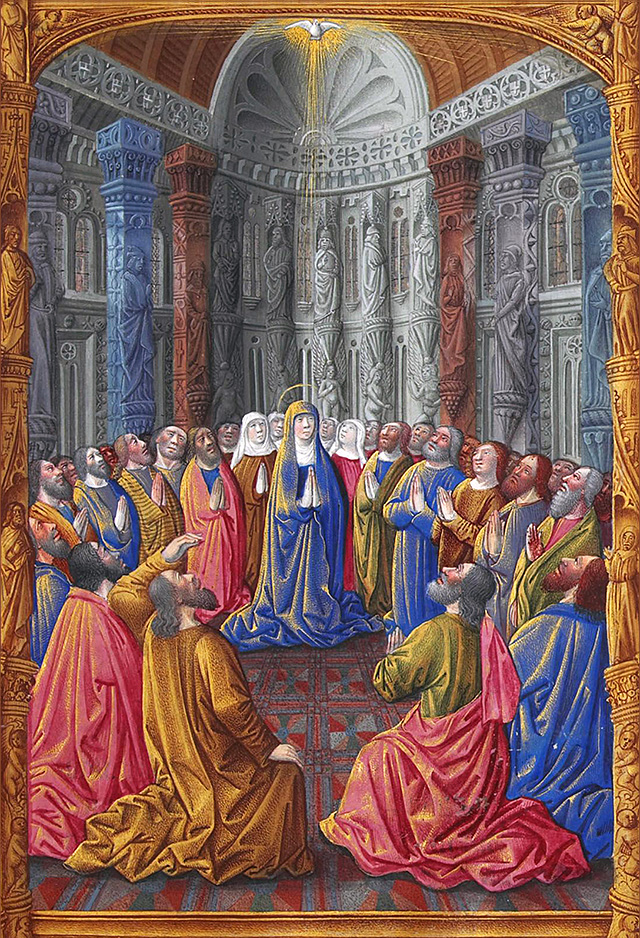
Pentecoste: miniatura da Les Très Riches Heures du duc de Berry, 1412-1416.

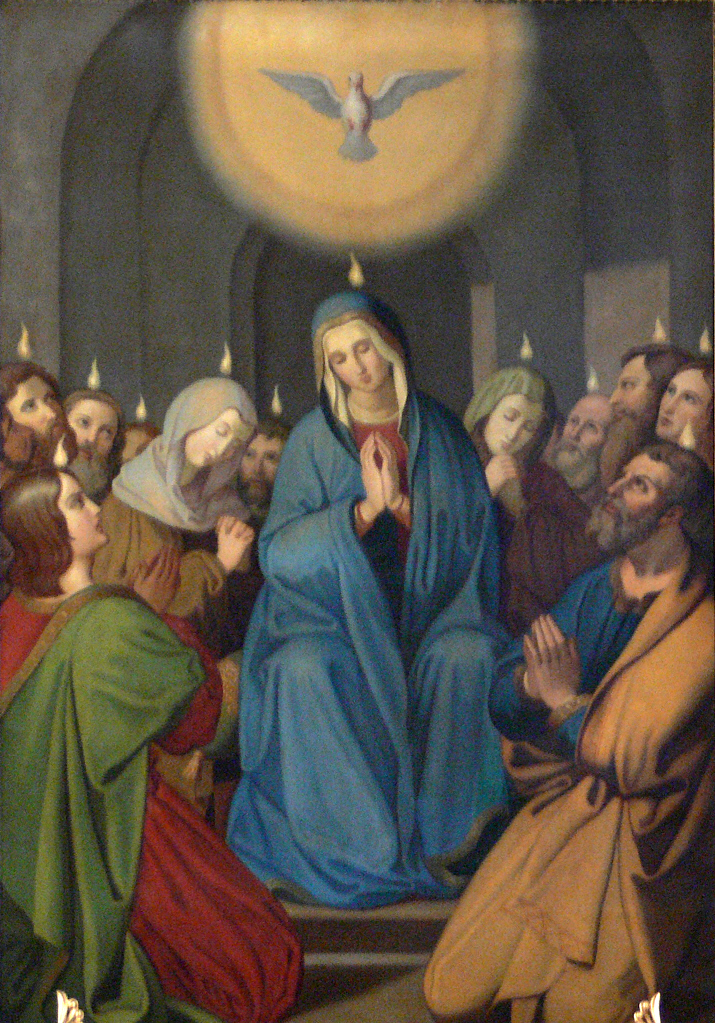
Miracolo di Pentecoste, Fidelis Schabet, 1867.

All'interno del gruppo dei discepoli di Gesù Cristo la Pentecoste perde il significato ebraico per designare invece la discesa dello Spirito Santo, che viene come la nuova legge donata da Dio ai suoi fedeli e segna la nascita della Chiesa cominciando dalla comunità di Gerusalemme, o "comunità gerosolimitana" (At 2,42-48).

### L'evento
Secondo quanto narrato in Atti 2,1-11, il giorno della festa di Pentecoste, mentre i discepoli di Gesù si trovavano tutti nello stesso luogo, sentirono un forte rumore e un vento impetuoso riempì la casa dove stavano, quindi videro qualcosa di simile a lingue di fuoco che si separavano e si posavano su ciascuno di loro; tutti i presenti furono ripieni di Spirito Santo e si misero a parlare in altre lingue (glossolalia).
In seguito, lo Spirito Santo è donato anche agli stranieri non circoncisi che nella dimora del centurione Cornelio ascoltano il Verbo, prima di essere battezzati nel Suo nome. Non è specificato se ciò valga anche per le donne. (Atti 10). 
All'arrivo alla casa di Cornelio, Pietro rifiuta la Proskýnesis (Àlzati, anch'io sono un uomo), che è un atto riservato a Dio (v. Tentazioni di Gesù) che è unico, e negato anche all'onore dei suoi angeli (in Apocalisse 19:9-10).

In At10,36 si è in presenza di uno dei pochi passi biblici dove è affermato esplicitamente che Gesù Cristo è Dio, e il Signore di tutti (πάντων Κύριος: Kyrios è il più frequente nome di Dio nei libri di lingua greca).
Nel discorso pronunciato nella casa di Cornelio, Pietro afferma che Gesù Cristo è il mediatore della pace e del perdono (10:36, 43), rivelati già durante la sua missione terrena. Solamente dopo che Dio lo risuscitò il terzo giorno, si rivela anche giudice naturale e universale (giudice precostituito da Dio, e giudice di tutti i vivi e morti), per tramite dei prescelti testimoni (μάρτυσιν, martysin). Come il giudizio del Signore, anche la mediazione di pace e perdono è per tutti,donne e uomini ugualmente figli di Israele perché credenti in Cristo (10:43), come attestano i profeti: unica comune discendenza di Abramo, eredi secondo la promessa (Galati 3:29).
Mentre Pietro pronunciava tali parole, lo Spirito Santo discese [ἐπέπεσεν] su tutti quelli che ascoltavano la Parola, donandosi agli stranieri che incominciavano a parlare glorificando Dio, e agli Ebrei convertiti che riuscivano a comprendere le loro lingue: la manifestazione dello Spirito Santo è la comprensione e la glorificazione del Verbo.

### Storicità
Non ci sono prove certe della storicità dell'evento, ma diversi studiosi ritengono che alla base ci possa essere un fatto reale, come un'estasi mistica collettiva verificatasi tra i discepoli di Gesù riuniti a Gerusalemme per la festa ebraica di Pentecoste. Sull'interpretazione dei dettagli gli studiosi si dividono: alcuni cercano di ricondurli a fenomeni naturalistici, come bufere di vento o fenomeni elettrici, altri pensano che si tratti esclusivamente di aspetti simbolici, mentre altri ancora, senza scartare a priori la possibilità di fenomeni soprannaturali, ritengono che si debbano interpretare essenzialmente in modo simbolico, mettendone in rilievo il significato teologico.

### Analisi teologica
La discesa dello Spirito Santo non è citata né nelle lettere paoline, né nei vangeli più antichi, il Vangelo secondo Marco e il Vangelo secondo Matteo; è presente nel Vangelo secondo Luca (24,49) e nel Vangelo secondo Giovanni (14,16-17, 15,26 e 16,7), oltre che negli Atti degli Apostoli.
Alcuni aspetti della discesa dello Spirito Santo (il fragore e il fuoco) ricordano la teofania di Dio sul monte Sinai descritta nell'Esodo (19,16-18) mentre in alcune parti dell'Antico Testamento, come la Genesi (1,1-2) e il Primo libro dei Re (19,11-13), il vento impetuoso è simbolo della potenza di Dio.
La predicazione degli apostoli in altre lingue è invece un elemento nuovo e significa che il messaggio di Gesù non è destinato solo agli ebrei ma è universale. Per Sant'Agostino si tratta di un evento prefigurativo, perché il prodigio continua a sussistere in quelli che partecipano alla Chiesa, che è diffusa in tutto il mondo, parla tutte le lingue, ma rimane unica.

### Pentecoste giovannea
Nel vangelo di Giovanni è lo stesso Gesù risorto che trasmette lo Spirito Santo agli apostoli, alitando su di loro durante la sua apparizione nel cenacolo avvenuta la sera di Pasqua. L'episodio viene chiamato Pentecoste giovannea, per distinguerlo dalla Pentecoste descritta negli Atti degli Apostoli e chiamata Pentecoste lucana. Secondo alcuni studiosi si tratta dello stesso evento, ambientato dai due evangelisti in due momenti diversi. Altri autori pensano invece che l'effusione dello Spirito Santo possa essere avvenuta in due momenti diversi: nell'episodio giovanneo ha riguardato il gruppo degli Undici, mentre nell'episodio lucano si è allargata a tutta la nascente comunità cristiana.

### La festa di Pentecoste
La celebrazione liturgica della Pentecoste sembra risalire al I secolo, benché non ci sia prova che venisse osservata, a differenza della Pasqua; il versetto di 1 Cor 16,8 probabilmente si riferisce alla festa ebraica.
La ricorrenza della Pentecoste è diventata un appuntamento fisso del calendario liturgico, è detta anche Festa dello Spirito Santo e conclude le festività del Tempo pasquale. La festa di Pentecoste cade di domenica ed è celebrata non solo dalla Chiesa cattolica, ma anche dalla Chiesa ortodossa e dalle chiese protestanti.

### Culto apostolico
Che Pentecoste sia nata nel periodo apostolico è dichiarato nel settimo frammento attribuito a Sant'Ireneo. In Tertulliano (De bapt. xix) la festa appare già ben definita. Il pellegrino gallico ci dà un resoconto dettagliato del modo solenne in cui veniva osservata a Gerusalemme (Peregrin. Silviæ, ed. Geyer, iv). Le Costituzioni Apostoliche (V, xx, 17) dicono che Pentecoste dura una settimana, ma in Occidente l'ottava si cominciò a celebrare in periodo più tardivo. In Berno di Reichenau (+ 1048) appare che era discusso ai suoi tempi se Pentecoste dovesse avere o no un'ottava.
In passato i catecumeni che non potevano essere battezzati a Pasqua venivano battezzati durante la vigilia di Pentecoste, e per questo le cerimonie del sabato vigilia di Pentecoste erano simili a quelli del Sabato santo.
La festa della Pentecoste - Domenica di Pentecoste, incluso il "Lunedì di Pentecoste", quale giornata festiva a tutti gli effetti civili - è festeggiata con particolare rilevanza nell'Europa occidentale: Germania, Austria, Spagna, Svizzera, Belgio, Francia, Paesi Bassi e Lussemburgo. In tutto l'Alto Adige, compreso il capoluogo Bolzano, anche il Lunedì di Pentecoste è ufficialmente giorno festivo. Nel Regno Unito è chiamata Whitsun, contrazione di White Sunday (domenica in bianco), a causa delle vesti bianche indossate da coloro che venivano battezzati durante la vigilia.
In passato durante l'intera settimana i tribunali non si riunivano e il lavoro servile era vietato. Il concilio di Costanza (1415) limitò tale proibizione ai primi tre giorni della settimana. Il riposo del martedì fu abolito nel 1771, e in molte zone di missione anche quello del lunedì, fino a essere abrogato per l'intera Chiesa cattolica da papa Pio X nel 1911.

### Culto mariano
Prima della riforma liturgica il grado liturgico del lunedì e del martedì della settimana di Pentecoste era doppio di prima classe. Il 3 marzo 2018 papa Francesco ha istituito la memoria obbligatoria di Maria Madre della Chiesa, da celebrarsi il lunedì dopo Pentecoste.
Secondo il precetto di iperdulia, la venerazione dell'Immacolata Vergine Madre di Dio precede, per potere intercessorio presso Cristo e presso lo Spirito Santo, quello di san Giuseppe, degli Apostoli e degli altri Santi. 
Secondo la narrazione biblica, ella non ricevette lo Spirito Santo il giorno di Pentecoste come gli apostoli, essendo già ricolmata della sua divina presenza e dei Suoi doni dal tempo dell'Annunciazione dell'angelo (Luca 1:34: Lo Spirito Santo scenderà su di te, su te stenderà la sua ombra la potenza dell'Altissimo).
 
Propriamente, Dio è Luce priva d'ombra (1 Giovanni 1:5): infatti, l'ombra di cui si parla deriva dalla distensione di qualcosa di divino, come le ali della colomba dello Spirito Santo vista scendere sugli apostoli. Le ali riparatrici sono indifferentemente del Signore o dello Spirito Santo, che san Tommaso d'Aquino invocò nell'Adoro te devote come "pio pellicano".
Nell'enciclica Mystici Corporis Christi
Nell'enciclica Mystici Corporis Christi il dono dello Spirito Santo Dio fu attribuito alla preghiera intercessoria della Vergine Maria a Dio:
(Papa Pio XII, Enciclica Mystici Corporis Christi)
In Atti 2.13 lo Spirito Santo è visto discendere dall'alto come lingue di fuoco: quindi, si trasmette agli apostoli in un modo diverso da quello nel quale fu poi trasmesso dai Dodici nei riti di consacrazione diaconale, sacerdotale ed episcopale. Da tale modalità di trasmissione dello Spirito Santo, risulta che Maria non ne fu la causa seconda, secondo al Padre Dio e a Figlio Dio che sono gli unici a poter inviare il loro Spirito, che è Dio stesso. La Vergine Maria fu causa dispositiva della discesa dello Spirito Santo sui Dodici, quel tipo di causa che rende possibile e facilita un determinato effetto, che in questo caso è la scelta di Dio Padre e di Dio Figlio di donare lo Spirito Santo agli apostoli. L'opera diretta della ss. Trinità è evidenziata dal fatto che i lembi di fuoco furono visti discendere dall'alto dei cieli, che lo Spirito Santo non fu conferito ai Dodici per effetto di un'imposizione di mani sul capo.
I presenti e il luogo esatto non specificati. L'unica menzione di Maria nell'intero Libro degli Atti sia in Atti 1:12-14 in merito alla "concorde" preghiera apostolica e con le altre donne. In questo modo, la presenza di Maria Vergine nel giorno di Pentecoste non risulta né confermata né esclusa. mentre la preghiere di intercessione produce i suoi effetti in qualunque luogo idoneo e sacro essa sia pronunciata, l'imposizione delle mani avrebbe richiesto la presenza della madre di Dio, fatto che difficilmente il testo biblico non avrebbe esplicitato.
In secondo luogo, il Magistero dell'ex Sant'Uffizio proprio nel XX secolo vietò di associare la parola "sacerdotessa" alla Vergine Maria e tanto più di venerarla con tale titolo. Se al contrario Maria avesse trasmesso lo Spirito Santo secondo il modo sacerdotale dell'imposizione delle mani, il titolo sacerdotale femminile non sarebbe stato vietato. Se fosse stata causa prima e non solamente dispositiva della nascita della Chiesa Apostolica, lo Spirito Santo avrebbe ispirato agli autori degli Atti un maggiore e più adeguato grado di esaltazione del suo ruolo apostolico di Maria.
L'analisi biblica è resa necessaria e opportuna dal fatto che un'affermazione di una portata non tanto distante da quella dei dogmi mariani che lo stesso Pio XII contribuì a definire, non sia suffragata dalla citazione di alcuna fonte patristica o tomista. Nella direzione opposta invece, muove poco più avanti l'insolito riferimento al "bambinello", che è l'ultimo discendente di re Davide, che altrove i documenti pontifici chiamano più rispettosamente col nome di infante Gesù, titolo proprio di principe e di un re come Lui. Pentecoste e genealogia di Gesù sono correlati, dato che alla discesa dello Spirito Santo Dio seguì il primo discorso di Pietro alla folla, che fu proprio riguardo al patriarca Davide.
La causalità dispositiva della Vergine Maria nella Solennità di Pentecoste non significa affatto che ella avesse un minore grado di grazia divina e di Spirito Santo Dio rispetto agli apostoli ai quali fu dato il potere di conferire lo Spirito Santo ai loro successori mediante l'imposizione delle mani. A questa facoltà che è prerogativa degli apostoli e della Chiesa Apostolica corrisponde il fatto che solamente Maria fu chiamata dall'angelo dell'Annunciazione come "colmata di grazia". La sovrabbondanza dei Suoi carismi in Maria, già prima del giorno di Pentecoste, resero possibile il fatto che l'intercessione di una creatura umana convincesse Dio a concedere ai Dodici una grazia equivalente al sacrificio di croce del Redentore, quale è la presenza reale di una delle tre divine persone nell'opera quotidiana dei consacrati della Chiesa di Cristo. La differenza fra la grazia interceduta da Maria Vergine presso Dio e la grazia sacramentale amministrata dai successori degli apostoli consiste nel fatto che i beneficiari della grazia di Maria Vergine, pur avendo i carismi e i doni dello Spirito Santo (guarigione, profezia, discernimento, esorcismo, ecc.) non hanno la facoltà di trasmetterli a terze persone mediante l'imposizione delle mani, nemmeno a coloro che per la loro virtù e i meriti di salvezza delle loro opere siano stati prescelti dalla loro madre e benefattrice come servitori di Dio Padre e della Sua creatura umana prediletta.

### Liturgia cattolica di Pentecoste
Nella Chiesa cattolica la festa è celebrata con il grado liturgico di solennità.
L'ufficio di Pentecoste aveva prima della riforma liturgica un solo notturno durante l'intera settimana dell'ottava; a terza veniva cantato il Veni Creator invece del solito inno, perché è all'ora terza che discese lo Spirito Santo.
La Messa del giorno di Pentecoste ha una sequenza, il Veni Sancte Spiritus attribuita a Papa Innocenzo III o più probabilmente a Stefano di Langhton, arcivescovo di Canterbury.
Il colore dei paramenti è rosso, simbolo dell'amore dello Spirito Santo o delle lingue di fuoco.

#### Devozione
- L'invio dello Spirito Santo da parte di Gesù risorto su Maria e gli apostoli è l'ultima delle quattordici stazioni della Via Lucis cattolica.
- Esso è anche il terzo dei misteri gloriosi del Santo Rosario.

## Date di Pentecoste
| Anno | Cattolicesimo | Ortodossia |
| ---- | ------------- | ---------- |
| 2002 | 19 maggio     | 23 giugno  |
| 2003 | 8 giugno      | 15 giugno  |
| 2004 | 30 maggio     | 30 maggio  |
| 2005 | 15 maggio     | 19 giugno  |
| 2006 | 4 giugno      | 11 giugno  |
| 2007 | 27 maggio     | 27 maggio  |
| 2008 | 11 maggio     | 15 giugno  |
| 2009 | 31 maggio     | 7 giugno   |
| 2010 | 23 maggio     | 23 maggio  |
| 2011 | 12 giugno     | 12 giugno  |
| 2012 | 27 maggio     | 3 giugno   |
| 2013 | 19 maggio     | 23 giugno  |
| 2014 | 8 giugno      | 8 giugno   |
| 2015 | 24 maggio     | 31 maggio  |
| 2016 | 15 maggio     | 19 giugno  |
| 2017 | 4 giugno      | 4 giugno   |
| 2018 | 20 maggio     | 27 maggio  |
| 2019 | 9 giugno      | 16 giugno  |
| 2020 | 31 maggio     | 7 giugno   |
| 2021 | 23 maggio     | 20 giugno  |
| 2022 | 5 giugno      | 12 giugno  |
| 2023 | 28 maggio     | 4 giugno   |
| 2024 | 19 maggio     | 23 giugno  |
| 2025 | 8 giugno      | 8 giugno   |

Pentecoste è una festa mobile: la sua data dipende dalla data della Pasqua e dal relativo calcolo della Pasqua. Essendo la Pasqua celebrata in date diverse dalle varie confessioni cristiane, di conseguenza anche la Pentecoste è celebrata in date diverse dalle tradizioni occidentali e orientali del Cristianesimo.

## Usanze odierne dei vari paesi
Ancora nel XIX secolo esisteva in Italia l'uso di far piovere dall'alto sui fedeli, durante la messa di Pentecoste, dei petali di rose rosse, per evocare la discesa dello Spirito Santo. Per questo la festività prese il nome anche di "Pasqua rosata", che conserva tuttora in alcune zone del nord, del centro e del sud dell'Italia, nonché alla Basilica di Santa Giustina di Padova.
Il termine italiano Pasqua rossa deriva dal colore rosso dei paramenti sacri usati a Pentecoste.
In Francia era uso suonare le trombe durante il culto, per ricordare il suono del potente vento che aveva accompagnato la discesa dello Spirito Santo.
In Inghilterra la folla s'intratteneva con corse di cavalli.
Durante i Vespri di Pentecoste, nella Chiesa d'Oriente, si formò l'usanza dello speciale rito della genuflessione, accompagnato dalla lunga preghiera poetica e dai salmi.
Durante la festa di Pentecoste i russi portano in mano fiori e rami verdi.